# Maria (álbum)
Maria é o décimo quinto álbum de estúdio da cantora brasileira Maria Bethânia, lançado em 1988 pela BMG-Ariola.

## História
Gravado entre em 1987 e 1988, o disco estava para ser lançado no início de 1988.  Porém, fortes chuvas atingiram o Rio de Janeiro naquela época e causaram destruição e um considerável número de desabrigados. Bethânia adiou a estréia do disco e se juntou a Guilherme Vergueiro, Joyce, Gal Costa, Eliseth Carvalho e Elba Ramalho na realização de um show beneficente para arrecadar fundos para os desabrigados, realizado em 1 de março de 1988 no Scala Rio.
O disco foi lançado no final de abril, com um número musical no programa Fantástico, sendo que Maria Betânia saiu em turnê pela França em seguida. Entre maio e junho daquele ano, o disco "Maria" esteve entre os mais vendidos em São Paulo no gênero MPB.

## Crítica
Os 5 jurados do Caderno B do Jornal do Brasil que avaliaram o disco Maria tiveram opiniões divididas, porém 3 deles (Jamari França, Joaquim F. dos Santos e Tárik de Souza) conferiram ao disco duas estrelas, enquanto que Moacyr Andrade conferiu apenas uma estrela e Paulo Adário, três estrelas.
Moacyr Andrade escreve para o Jornal do Brasil que ...na sua relativa longa discografia, "Maria" é o disco em que canta melhor,o seu melhor momento de intérprete. Não canta, porém o melhor:o LP padece de certa presunção...

## Faixas
| N.º | Título                                                  | Música                                                    | Duração |  |
| 1.  | "A Terra Tremeu" – "Ofá" (com Lady Smith Black Mambazo) | Roberto Mendes / J. Velloso - Roberto Mendes / J. Velloso | 2:15    |  |
| 2.  | "Recado Falado"                                         | Alceu Valença                                             | 2:13    |  |
| 3.  | "Verdades e Mentiras"                                   | Jaime Alem                                                | 3:44    |  |
| 4.  | "Mulheres do Brasil"                                    | Joyce                                                     | 1:49    |  |
| 5.  | "Poema dos Olhos da Amada" (com Jeanne Moreau)          | Vinicius de Moraes / Paulo Soledade                       | 3:38    |  |
| 6.  | "Tá Combinado"                                          | Caetano Veloso                                            | 4:20    |  |
| 7.  | "Eu e Água"                                             | Caetano Veloso                                            | 3:22    |  |
| 8.  | "O Que os Olhos Não Vêem" – "Eu Sou a Outra"            | Luis Bandeira - Ricardo Galeno                            | 2:31    |  |
| 9.  | "Onde Andarás"                                          | Caetano Veloso / Ferreira Gullar                          | 3:25    |  |
| 10. | "O Ciúme" (com Gal Costa)                               | Caetano Veloso                                            | 3:45    |  |
| 11. | "Noite de Cristal" – "Bandeira Branca"                  | Caetano Veloso - Max Nunes / Laércio Alves                | 2:22    |  |